# Les Amours
Cet article concerne l'œuvre d'Ovide. Pour les autres significations, voir Les Amours (homonymie).
Pour l’article ayant un titre homophone, voir Les Z'amours.
Les Amours (en latin Amores) sont un recueil d’élégies du poète latin Ovide écrit en distiques élégiaques entre 25 et 23 av. J.-C. et publié en cinq livres en 14 ou 15 av. J.-C., puis réédité en trois livres en 4 av. J.-C..

## Sujet
Sauf une description des fêtes à Faléries (III, 13), une « signature » (III, 15) et une élégie sur la mort de Tibulle (III,9), le recueil conte les amours du poète et de Corinne. De l’aveu d’Ovide lui-même, Corinne est un pseudonyme. Ce pourrait aussi être un personnage synthétique (comme Hélène, Marie ou Cassandre pour Ronsard).

## Composition
Le premier livre comporte 15 pièces, le second 19 et le troisième 15. 

## Contenu
Livre I
- Élégie 1 : Alors qu’Ovide s'apprêtait à écrire une épopée, Cupidon retire un pied au vers épique (l'hexamètre devient donc pentamètre) ; le poète proteste qu'il ne peut écrire de poésie d'amour ; Cupidon le perce alors d'une flèche : amoureux, il n’a plus le choix.
- Élégie 2 : Le poète reconnaît dans son mal-être physique le symptôme de l’amour.
- Élégie 3 : Supplication à la jeune fille aimée de se laisser aimer ; le poète chante sa modeste origine et ses vertus.
- Élégie 4 : Le poète se prépare à l'éventualité d'un repas auquel lui-même, Corinne et le mari de la jeune femme seraient invités ensemble. Il imagine comment sa maîtresse pourrait tromper la surveillance du mari, mais la supplie, au cas où elle serait contrainte de rentrer la nuit avec l'époux, de se refuser à ce dernier.
- Élégie 5 : Petite sieste érotique avec Corinne (nommée pour la première fois). Description de la jeune femme.
- Élégie 6 : Plaintes à l'encontre du portier qui garde close la porte  de l'aimée.
- Élégie 7 : Remords du poète qui a osé lever la main sur son aimée.
- Élégie 8 : Conseils d'une vieille femme, Dipsa, pour détourner la jeune fille d'un poète trop pauvre et imprécation d'Ovide contre Dipsa.
- Élégie 9 : Militat omnis amans. Ovide compare l'amoureux à un guerrier.
- Élégie 10 : Ovide admirait son aimée comme les belles héroïnes de jadis ; il est revenu de son erreur, car désormais elle a perdu sa candeur et sa simplicité et veut se faire payer comme une prostituée.
- Élégie 11 : Il demande à Napé, la coiffeuse de la jeune fille, de lui remettre des tablettes lui demandant quand il peut la voir.
- Élégie 12 : Les tablettes sont revenues avec une réponse négative.
- Élégie 13 : Prière à l'Aurore pour que le jour ne se lève pas tant qu'il est dans les bras de son aimée.
- Élégie 14 : Le poète reproche à son aimée d'abîmer sa chevelure par les teintures et le fer.
- Élégie 15 : La « mordante Envie » reproche à Ovide de ne pas avoir choisi la carrière des honneurs ; mais lui sait qu'il se survivra par sa poésie.

Livre II
- Élégie 1 : Présentation du livre II.
- Élégie 2 : À Bagoas, chargé de garder sa maîtresse. Tentative pour le persuader de relâcher sa vigilance.
- Élégie 3 : Refus de Bagoas.

- Élégie 4 : Aveu d’Ovide de ce qui le séduit chez les femmes
- Élégie 5 : Infidélité de Corinne, qu'il a vue embrasser un autre. Il le lui reproche, elle rougit et est alors si belle qu'il lui pardonne. Mais ses baisers lui semblent trop savants : elle n’a pu apprendre à si bien embrasser que dans les bras d'un autre homme.
- Élégie 6 : Sur la mort du perroquet de Corinne
- Élégie 7 : Jalousie de Corinne, qui soupçonne son amant de la tromper avec Cypassis, sa coiffeuse.
- Élégie 8 : Cypassis, avec qui il a bien eu des relations, s’est trahie devant sa maîtresse par sa rougeur. Elle veut mettre fin à sa liaison avec le poète qui menace de tout révéler à son tour.
- Élégie 9 : Le poète se plaint d'être toujours la victime de Cupidon, mais il ne voudrait pas vivre sans amour.
- Élégie 10 : Ovide avoue aimer deux femmes à la fois ; c'est un sort douloureux mais préférable à une vie sans amour. Il Souhaite mourir en faisant l'amour.
- Élégie 11 : Corinne est partie en voyage au-delà des mers malgré les supplications et les conseils d’Ovide.  Il formule des vœux pour que son voyage se passe bien et qu'elle revienne vite.
- Élégie 12 : Pièce de triomphe : Corinne lui appartient. Ce triomphe-là est le triomphe suprême, car il est obtenu sans avoir fait couler le sang.
- Élégie 13 : Corinne, enceinte d’Ovide, a tenté d'avorter et est en danger de mort. Inquiétude d’Ovide qui supplie Isis de la sauver.
- Élégie 14 : Nouveau reproche au sujet de l'avortement qui est un crime. Demande néanmoins l’indulgence pour Corinne.
- Élégie 15 : Ovide offre à Corinne un anneau, puis se livre à une rêverie érotique, dans laquelle il s’identifie à l'anneau.
- Élégie 16 : Séjour d’Ovide à Sulmone (intéressante description de la région), mais il regrette l’absence de Corinne.
- Élégie 17 : Ovide se plaint du mépris de Corinne à son égard parce qu'elle est belle.
- Élégie 18 : Élégie adressé à Macer. Ovide lui raconte comment, après s’être tenté à la tragédie, en a été détourné par les charmes de sa maîtresse (cf. la première élégie du livre I).  Mais il rappelle à son ami que lui-même chante parfois l’amour.
- Élégie 19 : Ovide reproche au mari de Corinne de ne pas assez surveiller sa femme. Car c’est l’interdit qui pimente la passion et la difficulté qui stimule l’amour.  Quod sequitur, fugio; quod fugit, ipse sequor.

Livre III
- Élégie 1 : Élégie et Tragédie (personnifiées) parlent à Ovide. Chacune plaide sa cause.  Ovide demande juste de terminer son œuvre en cours.
- Élégie 2 : Le cirque est le terrain de chasse idéal pour le séducteur (cf. l’Art d’aimer)
- Élégie 3 : Les dieux permettent aux femmes de trahir leur foi jurée sans leur ôté leur beauté parce qu'ils sont sans doute eux-mêmes subjugués par leur beauté.
- Élégie 4 : Apologie de l'adultère destinée à l'homme qui attache un gardien à sa femme. Soin inutile : la seule vraie fidélité est la fidélité librement consentie. La présence du gardien ne fait qu’exciter l'amant. Il est stupide celui qui s’offense de l’adultère de sa femme.
- Élégie 5 : Ovide a un rêve prémonitoire des infidélités de sa maîtresse.
- Élégie 6 : Ovide invective le fleuve qui l’empêche de rejoindre sa maîtresse. Évocation des fleuves qui ne furent pourtant point défavorables aux amours.
- Élégie 7 : Impuissance passagère d'Ov., malgré ses exploits antérieurs et la beauté sensuelle et les efforts déployés par la fille, et sa beauté sensuelle.
- Élégie 8 : Critique de la cupidité d'une société qui préfère l'or au talent. Sa maîtresse a préféré à Ovide un soldat enrichi. Évocation de l'Âge d'Or.
- Élégie 9 : Sur la mort de Tibulle. La mort souille tout. Évocation des funérailles de Tibulle en présence de Délie et Némésis (deux femmes chantées par lui). Souhait que Tibulle repose aux Champs-Élysées.
- Élégie 10 : Les fêtes sacrées de Cérès. Celles-ci impliquent une période de chasteté que déplore Ovide. Histoire de Cérès et de Jasius : la déesse a elle aussi préféré l'amour à la pudeur.
- Élégie 11 : Lassitude d’Ovide des infidélités de sa maîtresse. Il ne parvient cependant pas à la quitter. Il ne peut vivre sans elle ni avec elle.
- Élégie 12 : Ovide souffre des infidélités de Corinne.  Ses vers l’ont rendue célèbre et c’est par eux qu’elle se vend à d’autres.
- Élégie 13 : Ovide parle pour la première fois de la deuxième femme et raconte un voyage qu’ils ont effectué au pays des Falisques d’où elle est originaire.  Description des fêtes de Junon.
- Élégie 14 : Ovide n'exige pas de sa maîtresse qu’elle soit chaste, mais au moins discrète : qu'elle fasse en sorte qu’il ignore son infortune.
- Élégie 15 : En guise de conclusion.  Ovide a terminé ses poèmes d’amour qui feront la gloire du pays des Péligniens.  Il fait ses adieux à l’élégie pour se tourner vers des sujets d’inspiration plus nobles.